# Dmytro Sawyzkyj
Dmytro Sawyzkyj (ukrainisch Дмитро Савицький, international nach englischer Umschrift Dmytro Savytskyy; * 14. Dezember 1990) ist ein ukrainischer Leichtathlet, der sich auf das Kugelstoßen spezialisiert hat.

## Karriere
Dmytro Sawyzkyj nahm bei den Leichtathletik-Jugendweltmeisterschaften 2007 im tschechischen Ostrava erstmals an einem bedeutenderen internationalen Wettbewerb teil, den er mit erzielten 20,15 m (5-kg-Kugel) als Drittplatzierter beendete. Seine Teilnahme beim Diskuswurf blieb mit 51,49 m (1,5-kg-Diskus) in der Qualifikation erfolglos.
Nachdem sich Sawyzkyj ein Jahr später bei den Ukrainischen Hallenmeisterschaften in Sumy mit 18,46 m den Titel sichern konnte, positionierte er sich beim Winterwurf-Europacup 2008 im kroatischen Split mit 17,42 m im Kugelstoß-Zweitwettbewerb auf dem siebten Platz. Kurz darauf scheiterte Sawyzkyj bei den Leichtathletik-Juniorenweltmeisterschaften 2008 in Bydgoszcz, Polen, mit 18,31 m (6-kg-Kugel) im Vorausscheid.
2009 wurde Sawyzkyj bei den Leichtathletik-Junioreneuropameisterschaften im serbischen Novi Sad mit 18,08 m (6-kg-Kugel) Neunter, 2010 im Kugelstoß-Zweitwettbewerb des Winterwurf-Europacups in Arles, Frankreich, mit 17,56 m Fünfter.
Beim Winterwurf-Europacup 2011 in der bulgarischen Hauptstadt Sofia mit 18,27 m in der U23-Kategorie auf Platz zwei erfolgreich, verhalfen Sawyzkyj 19,18 m bei den Leichtathletik-U23-Europameisterschaften 2011 in Ostrava, Tschechien, ebenfalls zum zweiten Rang. Als Zweitplatzierter in der U23-Riege ging für Sawyzkyj mit 18,76 m auch der Winterwurf-Europacup 2012 im montenegrinischen Bar zu Ende.
Ehe Sawyzkyj bei den Leichtathletik-Europameisterschaften 2012 in Helsinki antrat, wo er mit 19,30 m Rang zehn belegte, durfte er sich zuvor bei den Ukrainischen Meisterschaften in Jalta mit 19,57 m als Sieger feiern lassen. 2013 wurde Sawyzkyj mit 20,27 m ein weiteres Mal Ukrainischer Hallenmeister.
2015 stellte sich Sawyzkyj bei der Leichtathletik-Team-Europameisterschaft in Tscheboksary, Russland, erneut zum Wettkampf – mit 17,40 m wurde er Zehnter. Danach war er ausnahmslos auf nationaler Ebene tätig.